# Apostolische Datarie
Die Apostolische Datarie (lateinisch Dataria Apostolica), kurz auch Datarie, war ein Amt der römischen Kurie, das insbesondere für kirchliche Gnadensachen, Dispensen, Indulte und ähnliche Angelegenheiten im äußeren kirchlichen Rechtsbereich zuständig war, aber auch kleinere Pfründen besetzen konnte.

## Name
Der Name der Apostolischen Datarie entstand aus dem Brauch, päpstlichen Akten die Wendung datum per manus anzufügen.

## Geschichte

### Entstehung
Zunächst bildete sich die Apostolische Datarie im Hochmittelalter als Abteilung der Apostolischen Kanzlei heraus mit der Aufgabe, päpstliche Gnadenerlasse und Urkunden zu datieren. Nach der Trennung der beiden Ämter war die Datarie für Annahme und Prüfung von Bittgesuchen und die Gewährung von Gnaden zuständig. Als autonomes Amt wird sie erstmals während des Pontifikates von Papst Martin V. erwähnt. Der Datarie stand ein Kurienprälat vor, der den Titel Datar trug und aus den Mitgliedern der Apostolischen Kanzlei gewählt wurde.

### Strukturreform im 16. Jahrhundert
Durch Papst Sixtus V. wurde die Apostolische Datarie neu strukturiert und erhielt weitere Kompetenzen. Sie war nunmehr für die Vergabe von Benefizien zuständig, soweit diese nicht in die Zuständigkeit des Konsistoriums fielen oder soweit auf diese nicht eine rechtliche Anwartschaft bestand. Die Datarie erteilte die Dispensen, die nicht in das Aufgabengebiet der Apostolischen Pönitentiarie fielen. Darüber konnte sie Pensionen gewähren und die Benefizien und andere kirchliche Güter mit Auflagen belegen.

### 17. Jahrhundert
Seit dem 17. Jahrhundert war der Leiter der Apostolischen Datarie in aller Regel ein Kardinal der in dieser Eigenschaft den Titel Pro-Datar trug. Diese Tatsache zeigt die Bedeutung, die diese Kurienbehörde zu dieser Zeit bereits erlangt hatte und wird durch die landläufige Bezeichnung des Datars als oculus papae („Auge des Papstes“) und die Einführung des Amtes des Unterdatars unterstrichen. Dieser vertrat den Pro-Datar bei dessen Abwesenheit und unterstützte ihn bei der Leitung der Behörde.
Darüber hinaus gab es eine große Zahl weiterer Beamter.
Die Dataria apostolica wurde im Jahr 1967 von Papst Paul VI. mit der Apostolischen Konstitution Regimini ecclesiae universae abgeschafft.